# Torneo Promocional de Primera B 1968 (Argentina)
El Torneo Promocional de Primera B 1968 fue un torneo jugado por los equipos que se ubicaron del quinto al decimotercer puesto del Campeonato de Primera B de 1968, en total jugaron 9 equipos a dos ruedas de 9 fechas en canchas neutrales. El ganador del torneo fue Arsenal con 26 puntos.

## Equipos participantes
| Equipo                 | Ciudad       |
| ---------------------- | ------------ |
| All Boys               | Buenos Aires |
| Argentino de Quilmes   | Quilmes      |
| Arsenal                | Sarandí      |
| Defensores de Belgrano | Buenos Aires |
| Deportivo Español      | Buenos Aires |
| Estudiantes (Bs As)    | Caseros      |
| Excursionistas         | Buenos Aires |
| Liniers                | Ciudadela    |
| Temperley              | Temperley    |

## Tabla de posiciones final
| Pos | Equipo                 | Pts | PJ | G  | E | P  | GF | GC | DIF |
| --- | ---------------------- | --- | -- | -- | - | -- | -- | -- | --- |
| 1º  | Arsenal                | 26  | 18 | 10 | 6 | 0  | 38 | 12 | 26  |
| 2º  | All Boys               | 24  | 18 | 10 | 4 | 2  | 30 | 14 | 16  |
| 3º  | Deportivo Español      | 22  | 18 | 9  | 4 | 3  | 36 | 18 | 18  |
| 4º  | Liniers                | 19  | 18 | 7  | 5 | 4  | 23 | 22 | 1   |
| 5º  | Defensores de Belgrano | 17  | 18 | 6  | 5 | 5  | 23 | 27 | -4  |
| 6º  | Excursionistas         | 16  | 18 | 4  | 8 | 4  | 30 | 28 | 2   |
| 7º  | Estudiantes (Bs As)    | 10  | 18 | 4  | 2 | 10 | 15 | 23 | -8  |
| 8º  | Temperley              | 6   | 18 | 1  | 4 | 11 | 18 | 39 | -21 |
| 9º  | Argentino de Quilmes   | 4   | 18 | 1  | 2 | 13 | 14 | 44 | -30 |

|  |          |
|  | Ganador. |

## Goleadores
| A. Villar    | Arsenal  | 11 |
| R. Domínguez | All Boys | 9  |
| J. Santiago  | Arsenal  | 9  |
| [ 1 ]        |          |    |